# Даштабад
Даштабад узб. Dashtobod – місто в Заамінському районі Дзиззацької області Узбекистану. У місті розташована залізнична станція Даштобад.

## Історія
Місто Даштабад виникло як селище Обручово поруч з однойменною станцією Назву отримав на честь геолога, дослідника Центральної Азії та Сибіру, автора роману «Земля Санникова» Володимира Обручова.
Одноповерхова будівля вокзалу та сусідня з ним водокачка були збудовані ще до лютневої революції солдатами батальйону царського генерала Михайла Анненкова – будівника Закаспійської залізниці. У 1974 році під час господарського освоєння Голодного степу селище перейменовано в Ульяново та отримало статус міста.
У 1990-х роках місто перейменували в Даштабад.

## Економіка
У місті планується створення малої промислової зони – таке рішення ухвалив Уряд Узбекистану. У 2018-2019 рр тут заплановано реалізувати 28 проектів з із створення виробництв будівельних матеріалів, меблів, трикотажу та інших.

## Населення
| 1959 | 1970 | 1979   | 1989   | 2005   |
| ---- | ---- | ------ | ------ | ------ |
| 7200 | 5989 | 10 562 | 14 247 | 23 900 |

http://www.demoscope.ru/weekly/ssp/sng89_reg2.php [Архівовано 21 жовтня 2006 у Wayback Machine.]
http://www.demoscope.ru/weekly/ssp/ussr79_reg2.php [Архівовано 21 травня 2012 у Wayback Machine.]